# De straatweg
De straatweg is een sciencefictionverhaal geschreven door de Amerikaan Ray Bradbury in 1950. Hij schreef het onder zijn pseudoniem Leonard Spaulding. The highway verscheen oorspronkelijk in Copy. Het werd later met soortgelijke verhalen gebundeld in de verzameling The illustrated man. Het verscheen in de bundel De geïllustreerde man bij Born NV Uitgeversmaatschappij in de serie Born SF (1976).

## Verhaal
Hernando zit aan de enige snelweg in zijn dorp te mijmeren. Zijn boerderij en wereldje lijkt van de rest van de wereld afgesneden. Grootste gebeurtenis van de laatste tijd is dat de plaatselijke rivier door de overmatige regenval van de laatste tijd buiten zijn oevers is getreden. De snelweg ziet er door de nattigheid ook als een rivier uit. Over de snelweg kwam in het verleden nog wel vervoer, waarbij Hernando en zijn gezin als rariteiten werden gezien. Men wilde graag met ze op de foto. De laatste tijd is het erg stil op de weg en Hernando heeft het gevoel dat er iets ergs is gebeurd. Als er weer eens een auto aankomt en even stopt hoort hij dat dat inderdaad het geval. De reizigers delen Hernando mee, dat grote delen van de wereld zijn vernietigd door een atoomoorlog. Hernando hoort het verhaal nietbegrijpend aan. Even later vertelt hij zijn vrouw de gebeurtenis en vraagt (zich af) “Wat bedoelen ze met wereld”. Vervolgens pakt hij zijn dagelijkse werkzaamheden weer op.